# Forbundet Træ-Industri-Byg i Danmark
Forbundet Træ-Industri-Byg i Danmark (forkortet: TIB) fandtes i perioden 1997–2010. TIB var det landsdækkende fagforbund tilknyttet LO for en række faggrupper inden for byggeriet og træ- og møbelindustrien.

## Historie
Forbundet blev dannet i 1997 gennem en fusion af Snedker- og Tømrerforbundet og Træindustriforbundet. Den første forbundsformand var Arne Johansen (1992–2008), hvorefter den tidligere næstformand, Johnny Skovengaard, overtog formandsposten.
Den 15. december 2009 annoncerede TIB, at de arbejdede frem mod en fusion med Fagligt Fælles Forbund (3F) ved udgangen af 20101. Den formelle sammenlægning skete d. 1. januar 2011 efter, at sammenlægningen var blevet godkendt på de to forbunds kongresser.
Godt 70.000 snedkere, tømrere, gulvlæggere, maskinsnedkere, bygningssnedkere, møbelpolstrere, træindustriarbejdere, savværksarbejdere, glarmestre, orgelbyggere, sadelmagere, tapetserere og ortopædister var organiseret i TIB.

## Afdelinger i 2010
Forbundet havde til huse i Mimersgade 41 på Nørrebro, København. D. 1. januar 2007 trådte en gennemgribende ændring af forbundets struktur i kraft, som reducerede antallet af lokale afdelinger fra 31 til 10. De 10 afdelinger var ved sammenlægningen i 2010:
- Afd. 1 Nordjylland
- Afd. 2 Vestjylland
- Afd. 3 Midtjylland
- Afd. 4 Østjylland
- Afd. 5 Esbjerg-Vejle
- Afd. 6 Sydjylland
- Afd. 7 Fyn
- Afd. 8 Region Sjælland
- Afd. 9 København
- Afd. 10 Nordøstsjælland

Bornholm sorterede direkte under forbundet.

## Rækken af formænd gennem tiden
- Gregers Christian Olsen snedker 1885-1888 Snedkerforbundet
- Carl From Petersen tømrer 1890-1927 Tømrerforbundet
- Simon Nielsen snedker 1888-1892 Snedkerforbundet
- Martin Olsen snedker 1892-1898 Snedkerforbundet
- Christian Christiansen snedker 1898-1901 Snedkerforbundet
- Carl Gran snedker 1901-1909 Snedkerforbundet
- Martin Petersen snedker 1909-1935 Snedkerforbundet
- Niels Madsen snedker 1935-1957 Snedkerforbundet
- J. C. E. Sørensen tømrer 1928-1939 Tømrerforbundet
- Ingvar Dahl tømrer 1939-1954 Tømrerforbundet
- Chistoffer Nielsen tømrer 1954-1957 Tømrerforbundet
- Carl Nielsen snedker 1957-1962 Snedkerforbundet
- Harry Christiansen snedker 1962-1970 Snedkerforbundet
- Henry Hansen tømrer 1957-1981 Snedker og tømrerforbundet
- Bent Larsen snedker 1981-1992 Snedker og Tømrerforbundet
- Arne Johansen tømrer 1992-2008 Træ-Industri-Byg
- Johnny Skovengaard snedker 2008-2010 Træ-Industri-Byg